# Zornia vaughaniana
Zornia vaughaniana är en ärtväxtart som beskrevs av Robert H Mohlenbrock. Zornia vaughaniana ingår i släktet Zornia och familjen ärtväxter. IUCN kategoriserar arten globalt som akut hotad. Inga underarter finns listade i Catalogue of Life.